# Géant de Cerne Abbas
Le Géant de Cerne Abbas est la représentation d'une silhouette humaine de très grande taille creusée dans une colline de craie près du village de Cerne Abbas, au nord de Dorchester, dans le Dorset (Sud-Ouest de l'Angleterre, littoral de la Manche). La silhouette aurait été tracée au Moyen-âge, peut-être aux alentours de l'an 1000, même si elle n'a été décrite qu'à l'époque moderne. Le dessin est tracé d'un sillon de 30 cm de profondeur par 30 cm de largeur, rempli par de la craie blanche qui ressort bien sur le fond vert de la prairie.
La figure est classée monument historique d'Angleterre et le site appartient au National Trust.

## Description

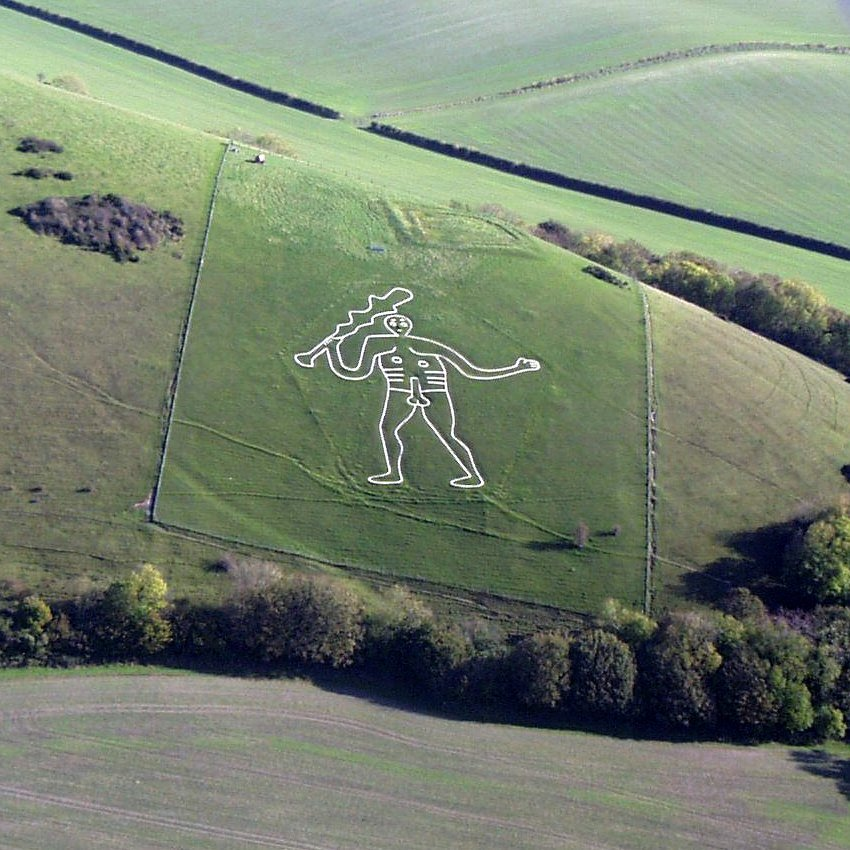
Vue du géant dans son environnement.

Dessin du géant.

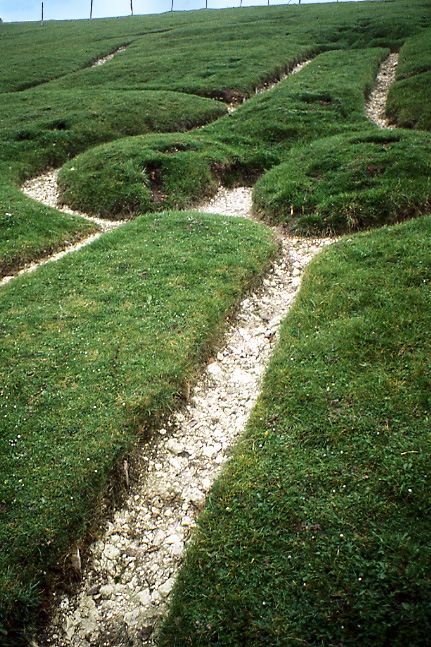
Détail des tranchées.

Dessin du géant avec le pan manquant (en jaune).

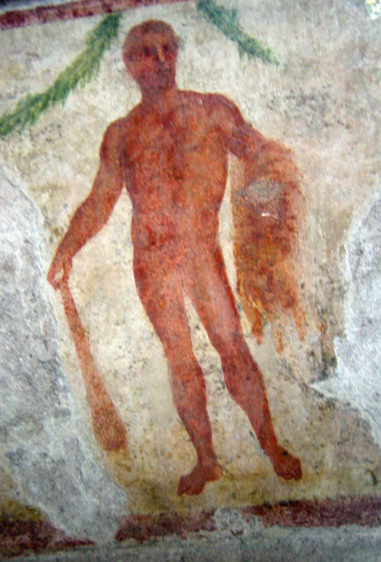
Hercule tenant une massue et la dépouille du Lion de Némée (époque romaine).

Le Géant est situé juste à l'extérieur du petit village de Cerne Abbas dans le Dorset, à environ 48 kilomètres à l'ouest de Bournemouth et à 26 kilomètres au nord de Weymouth. 
Ce géoglyphe est tracé par une tranchée d'environ 30 cm de large sur 30 cm de profondeur dans la prairie de la colline, et remplie de craie broyée, ce qui empêche l'herbe de repousser et explique sa pérennité.  
Elle est coupée dans le côté escarpé orienté à l'ouest d'une colline connue sous le nom de Giant Hill ou Trendle Hill,. Au sommet de la colline se trouve un autre point de repère, un terrassement de l'âge du fer connu sous le nom de Trendle (du vieil anglais trendle, en français : « cercle, anneau ») ou Frying Pan (en français : « poêle à frire »).
Le dessin est celui d'un homme en pied, vu de face, de 55 mètres de haut, sur 51 mètres de large. L'ensemble du dessin ne peut être observé que depuis l'autre versant de la vallée, ou depuis le ciel. 
Le dessin est de style assez naïf. L'homme tient dans la main droite une massue bosselée de 36,5 mètres de long, qu'il brandit au-dessus de sa tête. Il est apparemment nu et présente un sexe en érection bien en évidence. Une ligne à travers la taille a été suggérée pour représenter une ceinture.  Écrivant en 1901 dans les Actes de la Société d'histoire naturelle et archéologique du Dorset, Henry Colley March note que : « le géant de Cerne présente cinq caractéristiques: (1) Il est pétrographique... Il s'agit donc d'une sculpture rupestre... (2) Il est colossal... (3) Il est nu... (4) Il est ithyphallique... (5) Le Géant est clavigère : il tient une massue dans sa main droite ». Son bras gauche est tendu, et des recherches de 2008 ont montré que le dessin, non visible aujourd'hui, représentant un pan de vêtement ou d'une dépouille d'animal qui y étaient à l'origine suspendus, évoquant ainsi un possible rapprochement avec les représentations mythologiques d'Hercule portant la dépouille du Lion de Némée.

## Histoire
Ce dessin n'est pas le seul dans la région. Un autre dessin du même type représentant un cheval, le Cheval blanc d'Uffington, est visible dans le secteur et est décrit dans des documents médiévaux. À proximité immédiate du géant, sur la même colline, se trouve un autre glyphe représentant une poêle, et dans des manuscrits médiévaux cette colline est désignée par les termes « colline de la poêle » ; on suppose qu'à cette époque le géant n'existait pas encore, ce qui peut faire dater son apparition des environs de l'an 1600.
La plus ancienne référence au géant se trouve dans un document de 1694, faisant référence à un coût de 3 shillings pour son entretien. Ensuite, en 1742, un certain John Hutchins, auteur d'un guide du Dorset, mentionne le géant et situe sa confection dans le siècle précédent. On pense maintenant que la figure a été creusée par un serviteur de Lord Holles, seigneur du manoir proche, durant la Guerre civile anglaise ; le but aurait été de se moquer d'Oliver Cromwell en le représentant sous la forme d'un Hercule, car ses ennemis le surnommaient « l'Hercule anglais ».
En avril 2020, une équipe d'archéologues de l'université de Gloucester coordonnée par le spécialiste de l'évolution de l'environnement Mike Allen mène une série de prélèvements dans le sol. Une analyse microscopique y révèle la présence de coquilles d'une espèce d'escargots terrestres qui n'est arrivée en Angleterre qu'au XIIIe siècle ou XIVe siècle, ce qui suggère que le géant a été tracé durant le Moyen Âge. Une datation OSL (Luminescence Stimulée Optiquement), dont le principe est de déterminer quand des minéraux ont été exposés à la lumière du Soleil pour la dernière fois, est également tentée, mais elle est retardée car la pandémie de Covid-19 a provoqué la fermeture des laboratoires et des universités.
Lors de leur publication, ces analyses suggèrent que le géant daterait de la période saxonne, entre 700 et 1100 de notre ère, voire jusqu'en 1560. Selon l'hypothèse émise par les scientifiques, il est possible que le géant ait été créé très tôt dans ce laps de temps, dans un contexte païen, puis négligé après la fondation en 987, de l'abbaye de Cerne, voisine du site. Elle aurait ensuite été redécouverte au XVIe siècle et aurait été entretenue depuis lors.

## Dans la culture populaire

### Légendes et folklore
Une légende locale explique que l'origine du dessin serait un géant réel qui aurait été tué par les gens du village, lesquels auraient ensuite tracé sa silhouette sur la colline en suivant son contour.
De par son imposante érection, le géant est aussi la source depuis des siècles d'une superstition en rapport avec la fertilité féminine. Dans le passé, les habitants érigeaient sur le terrassement un poteau autour duquel les couples sans enfant dansaient pour obtenir la fertilité. Selon la croyance populaire, les femmes qui dormaient sur la silhouette devenaient fécondes, et l'infertilité pouvait être guérie si l'on y avait des rapports sexuels, en particulier sur le sexe de la silhouette.

### Cinéma

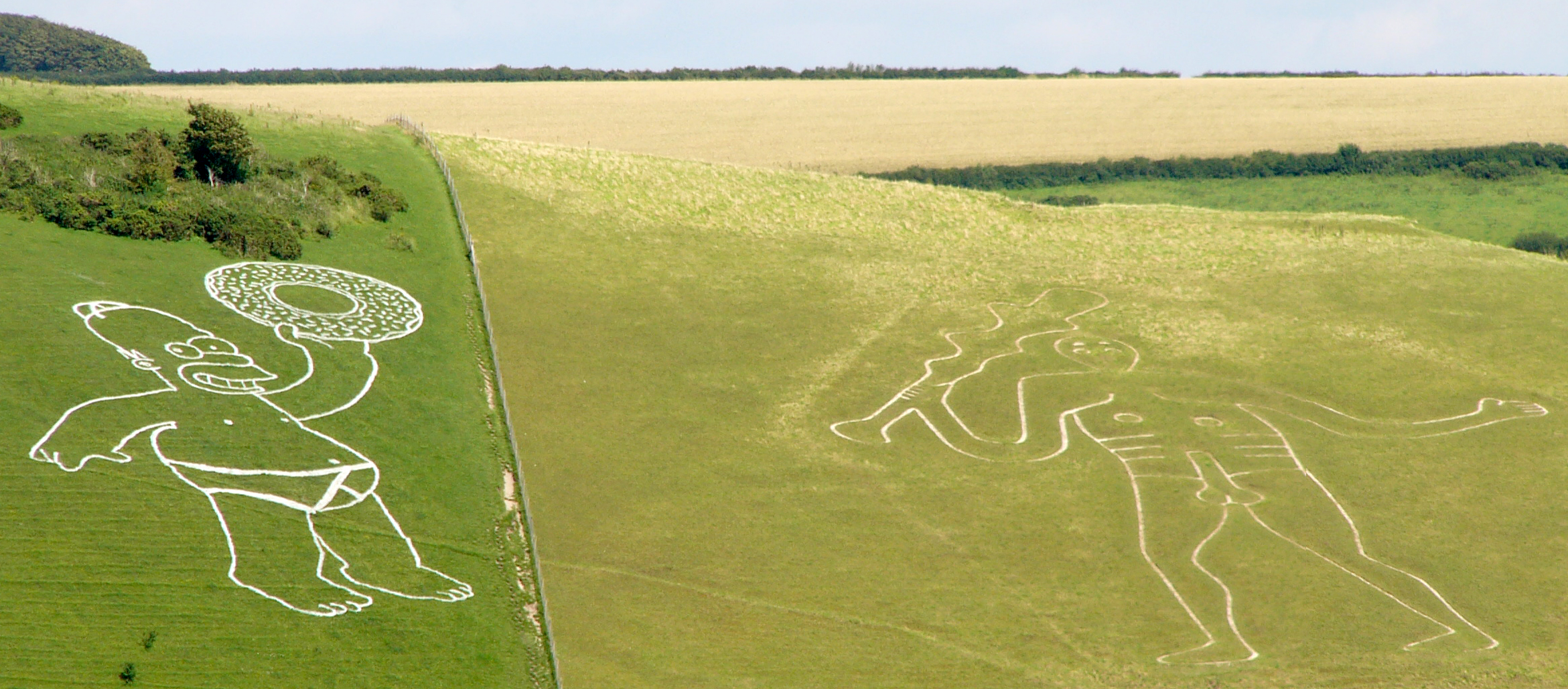
Homer Simpson et le Géant de Cerne Abbas en 2007.

Le Géant de Cerne Abbas apparaît au début du film Comrades de Bill Douglas (1986).
Dans la comédie britannique Maybe Baby ou Comment les Anglais se reproduisent (2000), le couple vedette interprété par Joely Richardson et Hugh Laurie y fait l'amour durant le générique de fin puisque la légende assure que le lieu porterait bonheur à qui veut avoir un enfant.
À l'occasion de la sortie du film Les Simpson en juillet 2007, un dessin représentant Homer Simpson en slip, un beignet à la main, a été dessiné à la peinture juste à côté du géant, provoquant une levée de boucliers d'associations de protection du patrimoine et de néo-paganistes qui appelèrent à invoquer la pluie pour laver l'affront,.